# Stalingrad (film, 2013)
Pour les articles homonymes, voir Stalingrad (film).
Pour plus de détails, voir Fiche technique et Distribution.
Stalingrad (en russe : Сталинград) est un film de guerre russe réalisé par Fiodor Bondartchouk sorti en 2013.
Il s'agit du premier film russe employant la technologie 3D numérique et du premier film russe produit en format IMAX (pour cette raison, le film a largement été produit à Los Angeles). C'est le premier film au box-office en Russie en 2013.

## Synopsis
En 1942, durant la bataille de Stalingrad , les troupes allemandes atteignent les rives de la Volga mais échouent dans leur tentative de franchir le fleuve. Les troupes soviétiques doivent battre en retraite. Cependant, quelques soldats restent sur place et prennent position dans une maison, près de la rive, où vivent quelques civils, dont Katia. Les soldats, attendris par la jeune fille, font chacun en sorte d'adoucir son quotidien, et celle-ci, de son côté, les aide du mieux qu'elle peut.
Macha, une jeune fille blonde, habite un immeuble plus loin. Elle y reçoit la visite régulière d'un officier allemand, tombé amoureux d'elle. Quoique contrainte par la situation, Macha finit par éprouver des sentiments pour ce soldat qui l'a sauvée de la déportation et de la mort.
Les Allemands lancent l'assaut contre la maison qui abrite les soldats russes. Encerclés, assiégés par une compagnie de Panzers, ces derniers demandent le bombardement de leur position par leurs propres troupes. Katia, mise en sécurité, ne peut qu'assister, impuissante et inconsolable, à l'effondrement du bâtiment permettant l'accès à la Volga. Les troupes allemandes sont définitivement arrêtées.

## Fiche technique
- Titre : Stalingrad
- Titre original : Сталинград
- Réalisation : Fiodor Bondartchouk

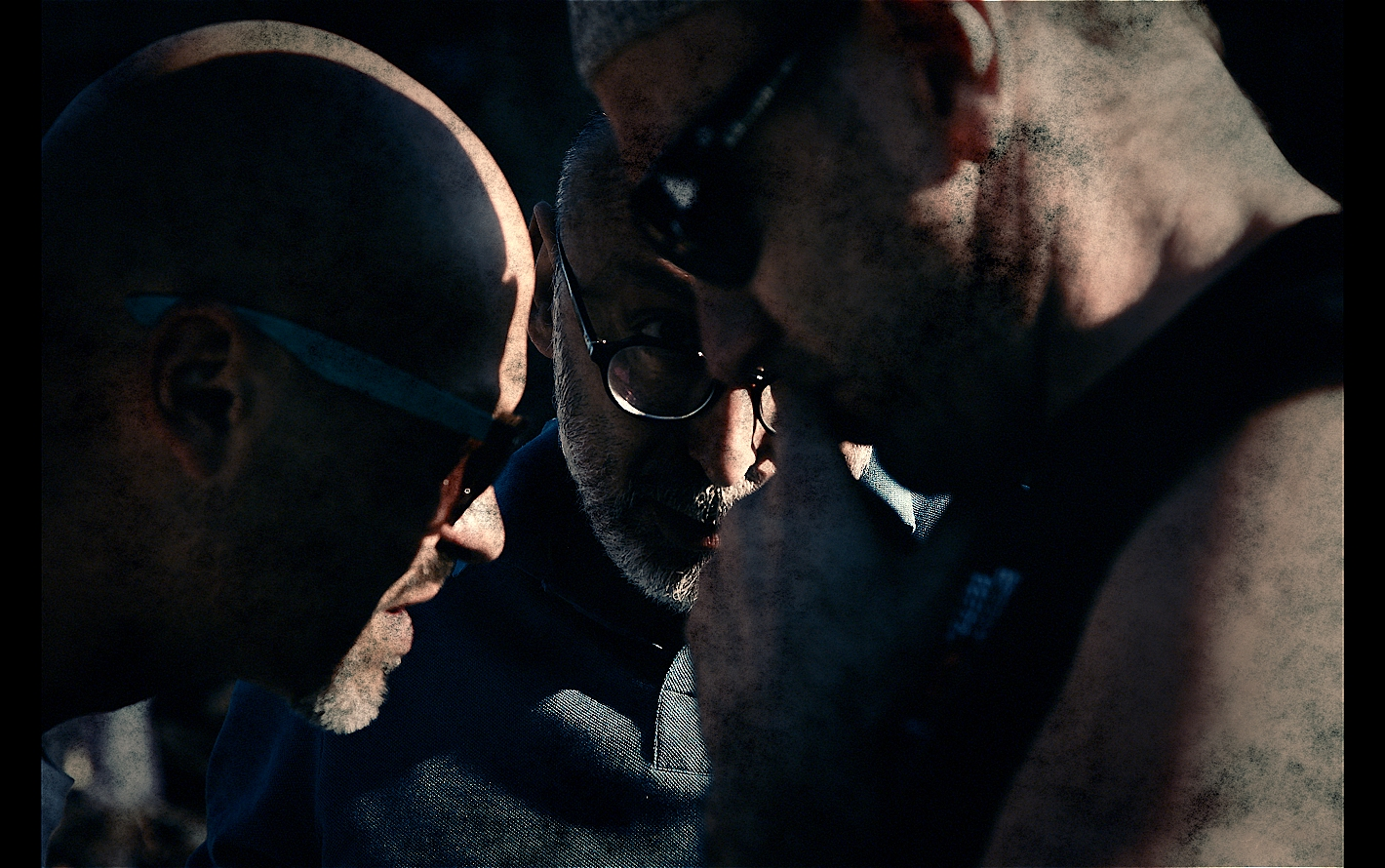
Fiodor Bondartchouk, pendant le tournage

- Scénario : Ilia Tilkine et Sergueï Snejkine
- Production : Alexandre Rodnianski, Anton Zlatopolskiy, Dmitriy Rudovskiy et Sergey Melkumov
- Photographie : Maksim Ossadtchi
- Son : Vincent Arnardi et Antonina Balashova
- Musique : Angelo Badalamenti
- Sociétés de production : Art Pictures Studio et Non-Stop Production
- Société de distribution : Columbia Pictures
- Budget : 30 000 000 $ [3]
- Pays d’origine :  Russie
- Genre : Film dramatique, Film historique, Film de guerre
- Langue : russe, allemand, japonais
- Format : Couleur - 2.35 : 1 - Auro 11.1
- Durée : 135 minutes
- Dates de sortie :
  - Russie : 27 septembre 2013 (projection destinée aux vétérans de la bataille de Stalingrad à Volgograd) ; 10 octobre 2013 (sortie nationale)
  - France : 10 septembre 2014 (sortie vidéo)

## Distribution
- Piotr Fiodorov : le capitaine Gromov
- Dmitri Lyssenkov : le sergent Chvanov, sniper
- Alexeï Barabash : Nikiforov
- Andreï Smolyakov : Polyakov
- Oleg Volku : Krasnov
- Sergueï Bondartchouk Jr : Sergueï Astakhov
- Yanina Stoudilina : Macha
- Maria Smolnikova : Katia
- Thomas Kretschmann : le capitaine Kahn
- Heiner Lauterbach : Khenze
- Philippe Reinhardt : Gottfrie
- Georges Devdariani : Klose
- Polina Raïkina : Natachka
- Iouri Nazarov : l'artilleur
- August Diehl

## Sortie

### Box-office
- Russie : 52 033 664 dollars[2].

## Récompenses et distinctions

### Nominations
Le film est sélectionné pour représenter la Russie aux Oscars du cinéma 2014 dans la catégorie meilleur film en langue étrangère, mais n'est pas sélectionné par l'Académie des Oscars du cinéma.